# Мира Голубовић
Мира Голубовић (Метковић, 15. октобар 1976) је бивша српска одбојкашица која је играла на позицији средњег блокера. За репезентацију Србије и Црне Горе игрла је од 2000. до 2003. године. Најзаначајније репрезентативно такмичење на којем је наступала било је Европско првенство 2003. Са успехом играла је за велики бој клубова. У каријери је освојила Лигу шампиона и Светско клупско првенство, као и велики број домаћих шампионата и купова. Добитница је специјалне плакете Светске одбојкашке федерације за изузетну каријеру која је трајала пуне двадесет две године.

## Клупски успеси

### Међународна такмичења
- Лига шампиона (1): 2000.
- Светско клупско првенство (1): 2011.

### Домаћа првенства
- Првенство Србије и Црне Горе (4): 1995, 1996, 1997. и 1998.
- Првенство Азербејџана (3): 2011, 2012. и 2013.
- Првенство Румуније (2): 1999. и 2010.
- Првенство Швајцарске (2): 2007. и 2014.
- Првенство Шпаније (1): 2006

### Домачи купови
- Куп Србије и Црне Горе (3): 1994, 1996 и 1997.
- Куп Швајцарске (2): 2007. и 2014.
- Куп Краљице (Шпанија) (1): 2006
- Куп Румуније (1): 2010

### Домаћи суперкупови
- Суперкуп Италије (1): 1999
- Суперкуп Шпаније (1): 2005
- Суперкуп Швајцарске (1): 2006

### Индивидуална признања
- Најбољи нападач Првенства Азербејџана 2012.